# ESSA-9
O ESSA-9 (ou TOS-G) foi um satélite estadunidense de pesquisas meteorológicas. Foi lançado em 26 de fevereiro de 1969 da Estação da Força Aérea de Cabo Canaveral, Estados Unidos. O ESSA-9 realizado dois conjuntos de dois instrumentos: o Advanced Vicon Camera System (AVCS) e o Flat Plate Radiometer (FPR). Os AVCS foi utilizado para coletar imagens de cobertura de nuvens na Terra. As câmeras tinha uma resolução de 3,2 km e cobria uma área de 2.000 quilômetros quadrados (5,200 km 2 ). As câmeras levaria uma imagem de cada lugar uma vez por dia. A FPR de foram usados para medir a distribuição global de radiação solar refletida pela terra e da atmosfera da Terra. Eles também mediram as emissões da terra ondas longas. Os sensores foram transferidos para os satélites ESSA pelo programa Nimbus.